# Sava uzvodno od Zagreba
Sava uzvodno od Zagreba este o arie protejată (sit de importanță comunitară — SCI) din Croația întinsă pe o suprafață de 209,74 ha, integral pe uscat.

## Localizare
Centrul sitului Sava uzvodno od Zagreba este situat la coordonatele 45°50′42″N 15°45′04″E / 45.845°N 15.751°E.

## Înființare
Situl Sava uzvodno od Zagreba a fost declarat sit de importanță comunitară în septembrie 2015 pentru a proteja 9 specii de animale.

## Biodiversitate
Situată în ecoregiunea continentală, aria protejată nu include niciun habitat protejat.
La baza desemnării sitului se află mai multe specii protejate de  pești (9): Barbus balcanicus, Cobitis elongata, Cobitis elongatoides, Eudontomyzon vladykovi, porcușor de vad (Romanogobio uranoscopus), babușcă de tur (Rutilus virgo), câră (Sabanejewia balcanica), clean dungat (Telestes souffia), fusar (Zingel streber).